# Boccale
Boccale (pluralis boccali) är ett gammalt italiensk rymdmått för våta varor, särskilt vin och olja.
Måttet var av lokalt varierande storlek, i Rom motsvarade måttet för olja 2,053 liter, i Florens 1,14 liter, i Milano 0,79 liter, i Turin 0,684 liter.